# Røsnæs
Røsnæs eller Refsnæs er en halvø på Nordvestsjælland mellem Kalundborg Fjord og Sejerøbugten. 
Spidsen af halvøen med Røsnæs Fyr er Sjællands vestligste punkt. Syd for Røsnæs går fjorden ind til Kalundborg Havn. Fjorden afgrænses mod syd af Asnæs, en anden landtange.
Midt på halvøen findes landsbyen Ulstrup.
Røsnæsgården blev købt af staten i 1964 for at gøre området mere tilgængeligt for befolkningen. Arealet er på 200 ha. og der er blandt andet en naturlejrplads. I Skanseskoven på nordsiden af halvøen er der et rigt fugleliv, og den er en yndet rasteplads for trækfugle.
På Røsnæs lå Kysthospitalet på Refsnæs, som i dag er Synscenter Refsnæs.
- Spidsen af Røsnæs set fra Vågehøj
- Kort fra 1808 over skansen på halvøens spids
- Christian Mølsteds maleri af klinten ved Nostrup
- Kong Haralds Dysse (de) ved Kongstrup
- Kongstrup Klint